# 脾索
脾索（Splenic cord）是一個存在于血窦之间的脾红髓中的解剖構造，由原纤维和结缔组织细胞以及大量的单核细胞和巨噬细胞组成。这些脾索含有小鼠体内一半的单核细胞作为储备，以便在组织损伤后这些单核细胞可以移动并帮助本地来源的单核细胞愈合伤口。 
红细胞在进入血窦之前先穿过脾索。进入血窦的通道相对狭窄，红细胞需要具有灵活性才能通过。在红细胞的形状和灵活性的疾病中，例如遗传性球形红细胞增多症，红细胞无法通过血窦以至于被巨噬细胞吞噬，导致血管外溶血。 

## 名字
脾索又稱為红髓索（red pulp cords）或比爾羅斯索（Cords of Billroth），其中後者即以奥地利外科医生西奥多·比尔罗斯 (Theodor Billroth)的名字命名。 